# El Harino
El Harino es un corregimiento del distrito de La Pintada en la provincia de Coclé, República de Panamá. La localidad tiene 5.455 habitantes (2010).